# Lucien Londot
Lucien Londot était un footballeur belge.

## Biographie
Il est membre du RFC de Liège de 1895 à 1905. Le 2 décembre 1894, il gagne un à zéro avec le club liégeois contre le R Antwerp FC au Transvaalstraat avec une équipe composée de Pierre Brouhon, A. E. Timmis, J. Douglas, H. McHardy, Émile Nyst, René Gillon, C. Delboeuf, Samuel Hickson et Paul Henn puis, le 13 décembre 1896, il gagne de nouveau deux à zéro contre le R Antwerp FC au terril du Bois d'Avroy avec Léon Lhoest, Michel Brouhon, E. McDonald-Smith, Alphonse Londot, Xavier Houdret, Gérard Kleinermann, Stanley Hickson, Fred Chatres, Samuel Hickson et Harry Menzies. Deux ans plus tard, le 30 octobre 1898, il gagne un match contre le même club quatre à deux au vélodrome de Zurenborg ; comme équipiers, il avait : Fernand Defalle, Alphonse Londot, Samuel Hickson, Fred Chatres, Paul Scholberg, Charles Chatres, Robert de Rossius d'Humain, Harry Menzies, Stanley Hickson et Émile Trasenster.
Il fait partie de la première équipe nationale de Belgique de football et dispute dès lors le premier match, le 28 avril 1901 à Anvers, qui sera dit non officiel à cause de joueurs étrangers, notamment anglais et néerlandais, dans la sélection de l'équipe belge. Parmi les joueurs de l'équipe, on retrouve Londot et deux de ses collègues du RFC de Liège ; Harry Menzies et Fernand Defalle. Il joue sous le numéro 10.

### Jeux olympiques
Il participe aux Jeux olympiques de 1900 à Paris et remporte, avec l'équipe de l'Université de Bruxelles et la Fédération Athlétique Universitaire Belge, la médaille de bronze de l'épreuve de football,, en ne jouant qu'un seul match qui est perdu contre l'équipe de France. C'est la première médaille olympique pour l'équipe de Belgique de football aux Jeux olympiques et l'une des deux (l'autre, en or, ayant été remportée par l'équipe lors des Jeux olympiques de 1920 à Anvers) seules depuis la création des Jeux olympiques modernes en 1896.

## Palmarès
Belgique olympique
- Jeux olympiques :
  -  Bronze : Paris 1900.